# عامل نمو
عامل نمو (بالإنجليزية:  Growth Factor)‏ هو مادة طبيعية باستطاعتها حث نمو الخلايا، تكاثرها وتمايزها. عادة ما يكون هذا العامل بروتين أو هرمون ستيرويدي.
عادة تعمل عوامل النمو إلى مايشير إلى الجزيئات بين الخلايا. الأمثلة على ذلك السيتوكينات والهرمونات التي تربط للمستقبلات المعينة على سطح الخلايا المستهدفة.
غالبا ما تعزز التفريق بين الخلايا والنضج الذي يحدث، والتي تختلف بين عوامل النمو. على سبيل المثال، (البروتينات التخلقية العظمية تقوم بتحفيز العظام للتميز أو التفريق بين الخلايا، في حين عوامل نمو الخلايا الليفية وعوامل نمو بطانة الأوعية الدموية تقوم بتحفيز التمايز أو الاختلاف للأوعية الدموية (الأوعية الدموية).
يتم استخدام عامل النمو أحيانا بالتبادل بين العلماء مع مصطلح السيتوكين. ارتبطت السيتوكينات تاريخيًّا مع الخلايا المكونة للدم (تكوين الدم) وخلايا جهاز المناعة (مثل الخلايا الليمفاوية وخلايا الأنسجة من الطحال والغدة الصعترية، والعقد اللمفاوية). نظام الدورة الدموية ونخاع العظام التي من الممكن أن تحدث في الخلايا في سائل معلق وليس ملزمة أو ضروري حتى في الأنسجة الصلبة، فمن المنطقي بالنسبة لهم أن التواصل عن طريق المواد القابلة للذوبان وتعميم جزيئات البروتين. ومع ذلك، خطوط مختلفة كما في البحوث المتقاربة، تبين أن بعض من نفس البروتينات المكونة للدم مما تشير إلى جهاز المناعة المستخدم من قبل جميع أنواع الخلايا والأنسجة الأخرى، خلال تطوير والنضج في الكائن الحي.
بينما عامل النمو ينطوي على تأثير إيجابي على انقسام الخلايا، السيتوكين هو مصطلح محايد فيما يتعلق ما إذا كان الجزيء يؤثر انتشار التكاثر النووي. في حين أن بعض السيتوكينات يمكن أن تكون عوامل النمو، مثل G-CSF وGM-CSF، والبعض الآخر يكون لها تأثير كابح خصوصًا على نمو الخلايا أو انتشار التكاثر النووي. بعض السيتوكينات، مثل (Fas ligand)، تستخدم كإشارات "الموت"؛ في حين أنها تسبب للخلايا المستهدفة على الخضوع لموت الخلايا المبرمجة.
تم اكتشاف عامل النمو الأول ريتا ليفي مونتالشيني، والتي فاز بها على جائزة نوبل.

## استخدامه في الطب
على مدى العقدين الماضيين، عوامل النمو التي استخدمت هي على نحو متزايد في علاج الأمراض الدموية والأورام وأمراض القلب والشرايين[بحاجة لمصدر] مثل:
- اضطرابات في خلايا الدم خصوصا خلايا الدم البيضاء
- متلازمة خلل التنسج النقوي
- لوكيميا (سرطان دم)
- فقر الدم اللاتنسجي
- زراعة النخاع العظمي
- أمراض القلب والأوعية الدموية